# Sérgio Conceição
Sérgio Paulo Marceneiro Conceição (Ribeira de Frades, 15 november 1974) is een Portugees voormalig voetballer en huidig voetbaltrainer. Hij is de vader van voetballer Francisco Conceição.

## Clubvoetbal
Conceição begon als profvoetballer bij het bescheiden FC Penafiel. Via Leça FC en FC Felgueiras kwam hij in 1996 bij topclub FC Porto, waar hij twee jaar bleef. Met FC Porto won Conceição tweemaal de landstitel en de Portugese beker. In 1998 contracteerde Lazio Roma Conceição. Met de club uit de Italiaanse hoofdstad werd hij in 2000 landskampioen. Datzelfde jaar vertrok Conceição samen met de Argentijn Matías Almeyda van Lazio naar AC Parma, als onderdeel van de miljoenentransfer van de Argentijnse spits Hernán Crespo die de omgekeerde weg aflegde. Na een jaar bij Parma vertrok Conceição naar zijn derde Italiaanse club, Internazionale. In de zomer van 2003 keerde de Portugees terug naar Lazio, maar zijn tweede periode bij deze club was weinig succesvol. Conceição speelde slechts zeven competitieduels en in de winterstop vertrok hij naar FC Porto. Ook daar kwam Conceição, mede door een zware blessure, weinig tot spelen. In 2004 maakte Conceição, mede dankzij de goede relaties van Luciano D'Onofrio, de opmerkelijke overstap naar Standard Luik. Hij werd de grote vedette. De fans gaven hem de bijnaam El Maestro en roemen hem om zijn vechtlust, winnaarsmentaliteit, dribbels, afgemeten voorzetten en gevaarlijke schoten. Hij werd er vicekampioen in een ploeg met onder anderen Jorge Costa, Vedran Runje, Mohammed Tchité, Philippe Léonard, Milan Rapaic en Eric Deflandre.
In november 2009 stopte hij op 35-jarige met onmiddellijke ingang zijn voetbalcarrière.

### Schorsing
Op 11 april 2006 werd Conceição door het Sportcomité van de Belgische voetbalbond geschorst voor vier maanden. Reden was zijn gedrag in het bekerduel van Standard Luik met SV Zulte Waregem op 21 maart. Conceição kreeg destijds de rode kaart omdat hij spuugde naar zijn tegenstander Stijn Meert. De Portugees was zo boos vanwege zijn uitsluiting dat hij scheidsrechter Peter Vervecken zijn shirt in het gezicht duwde. Bovendien toonde Conceição de aanhang van SV Zulte Waregem zijn middelvinger en verliet hij het veld. Dit leidde ertoe dat Conceição een schorsing voor drie jaar opgelegd kreeg, waarvan vier maanden onvoorwaardelijk.

### Statistieken
| seizoen | club           | land        | competitie       | wed. | goals |
| ------- | -------------- | ----------- | ---------------- | ---- | ----- |
| 1993/94 | FC Penafiel    | Portugal    | Liga de Honra    | 30   | 2     |
| 1994/95 | Leça FC        | Portugal    | Liga de Honra    | 24   | 3     |
| 1995/96 | FC Felgueiras  | Portugal    | Liga de Honra    | 30   | 4     |
| 1996/97 | FC Porto       | Portugal    | Primeira Divisão | 26   | 1     |
| 1997/98 | FC Porto       | Portugal    | Primeira Divisão | 30   | 8     |
| 1998/99 | SS Lazio       | Italië      | Serie A          | 33   | 5     |
| 1999/00 | SS Lazio       | Italië      | Serie A          | 30   | 2     |
| 2000/01 | Parma AC       | Italië      | Serie A          | 25   | 5     |
| 2001/02 | Internazionale | Italië      | Serie A          | 23   | 1     |
| 2002/03 | Internazionale | Italië      | Serie A          | 19   | 0     |
| 2003/04 | Lazio Roma     | Italië      | Serie A          | 7    | 0     |
| 2003/04 | FC Porto       | Portugal    | Primeira Liga    | 11   | 0     |
| 2004/05 | Standard Luik  | België      | Jupiler League   | 26   | 10    |
| 2005/06 | Standard Luik  | België      | Jupiler League   | 25   | 7     |
| 2006/07 | Standard Luik  | België      | Jupiler League   | 18   | 4     |
| 2007/08 | Qadsia         | Koeweit     | Premier League   | 7    | 5     |
| 2008/09 | PAOK Saloniki  | Griekenland | Alpha Ethniki    |      |       |
| 2009/10 | PAOK Saloniki  | Griekenland | Alpha Ethniki    | 37   | 5     |
|         |                |             | Totaal           | 401  | 62    |

## Trainerscarrière
Nadat Conceição stopte met voetballen, werd hij sportief directeur bij PAOK Saloniki. In mei 2010 werd hij assistent-trainer bij Standard Luik. Hij bleef er één seizoen: toen Dominique D'Onofrio op het einde van het seizoen opstapte, stapte hij mee op. Daarna werd hij coach bij SC Olhanense, waar hij de ontslagen Daúto Faquirá verving. Op 8 april 2013 werd hij aangesteld als hoofdcoach bij Académica Coimbra.
In het seizoen 2014/15 was hij actief als trainer-coach van SC Braga. Met die club wist hij de vierde plaats te bemachtigen en door te dringen tot de Portugese bekerfinale. Toch moest Conceição na een dispuut met de clubvoorzitter opstappen.
Vitoria Guimaraes was zijn volgende werkgever. In het seizoen 2015/16 was dat de eerste club die de trainer op straat zette. Dat gebeurde op maandag 21 september 2015 en het slachtoffer was Armando Evangelista. Hij had in de eerste vijf duels slechts één overwinning behaald. Hij werd twee dagen later opgevolgd door Conceição.
Derna werd hij trainer van FC Nantes waarmee hij de 7de plaats behaalde in de Ligue 1.
Op 8 juni 2017 werd hij trainer van FC Porto.

## Nationaal elftal
Sergio Conceição was lange tijd een belangrijke speler van het Portugees voetbalelftal. Hij debuteerde op 9 november 1996 tegen Oekraïne en Conceição was er bij op Euro 2000 en WK 2002. In 2000 maakte Conceição drie doelpunten tegen Duitsland en bereikte hij met Portugal de halve finales. In 2002 werd Portugal al in de groepsfase uitgeschakeld.
Euro 2004 in eigen land miste de middenvelder door een blessure. Sindsdien is Conceição niet meer opgeroepen voor de nationale selectie, aangezien jongere spelers als Deco en Cristiano Ronaldo de voorkeur krijgen. Conceiçao uitte al vaker zijn ongenoegen tegen de Portugese voetbalbond over zijn niet-meer-selecties.

## Erelijst
Als speler
| Competitie                    |        |                           |      |      |
| Competitie                    | Aantal | Jaren                     |      |      |
| Leça                          | Leça   | Leça                      | Leça | Leça |
| ----------------------------- | ------ | ------------------------- | ---- | ---- |
| Segunda Divisão de Honra      | 1x     | 1994/95                   |      |      |
| FC Porto                      |        |                           |      |      |
| Primeira Liga                 | 3x     | 1996/97, 1997/98, 2003/04 |      |      |
| Taça de Portugal              | 1x     | 1997/98                   |      |      |
| Supertaça Cândido de Oliveira | 1x     | 1996                      |      |      |
| SS Lazio                      |        |                           |      |      |
| Serie A                       | 1x     | 1999/00                   |      |      |
| Coppa Italia                  | 2x     | 1999/00, 2003/04          |      |      |
| Supercoppa Italiana           | 1x     | 1998                      |      |      |
| UEFA Cup Winners Cup          | 1x     | 1998/99                   |      |      |
| UEFA Super Cup                | 1x     | 1999                      |      |      |

Als trainer
| Competitie                    |          |                  |          |          |
| Competitie                    | Aantal   | Jaren            |          |          |
| FC Porto                      | FC Porto | FC Porto         | FC Porto | FC Porto |
| ----------------------------- | -------- | ---------------- | -------- | -------- |
| Primeira Liga                 | 2x       | 2017/18, 2019/20 |          |          |
| Taça de Portugal              | 1x       | 2019/20          |          |          |
| Taça da Liga                  | 1x       | 2022/23          |          |          |
| Supertaça Cândido de Oliveira | 1x       | 2018             |          |          |
| AC Milan                      |          |                  |          |          |
| Supercoppa Italiana           | 1x       | 2024             |          |          |

Individueel
| Belgische Gouden Schoen | 1x | 2005 |

## Winnaar "Gouden Schoen"
Op 18 januari 2006, won Conceição de "Gouden Schoen". De prijs voor meest verdienstelijke speler in de Belgische competitie van het jaar 2005. De show rond de prijsuitreiking eindigde bijna in een anticlimax toen bij de prijsuitreiking bleek dat hij (nog) niet aanwezig was. Toen Michel Preud'homme als technisch directeur van Standard Luik zijn prijs voor hem in ontvangst kwam nemen, dook hij toch plots op in de zaal, na een helikoptervlucht. Hij liet Vincent Kompany en Christian Wilhelmsson achter zich in het eindklassement.